# 松江市警察
松江市警察（まつえしけいさつ）は、かつて存在した島根県松江市の自治体警察。

## 概要
従来の島根県警察部が解体され、1948年（昭和23年）3月7日に松江市警察署が設置された。1949年（昭和24年）2月に松江市公安条例が制定されている。
1954年（昭和29年）に新警察法が公布された。これにより国家地方警察と自治体警察が廃止され、新たに都道府県警察として島根県警察本部が発足。松江市警察も島根県警察に統合され、姿を消した。

## 組織
1948年（昭和23年）時点
- 総務課
- 会計課
- 公安課
- 外勤課
- 刑事課
- 経済保安課
- 少年課